# 时子周

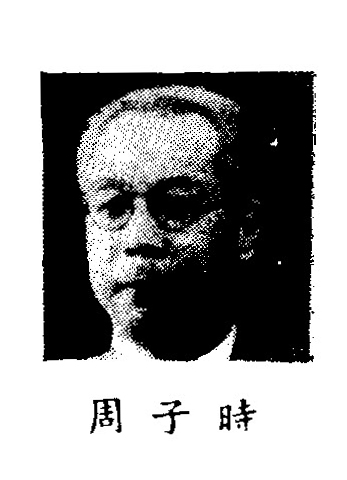

时子周（1879年—1969年），名作新，字子周，天津人，经名哈立德，中华民国教育家、伊斯兰教学者和翻译。

## 生平
毕业于保定大学堂，后加入同盟会，1919年参加五四运动，担任华北新闻主笔。后担任宁夏、湖北省政府委员兼教育厅长，当选国民党第六届中央委员。1948年，担任行宪国大代表。1949年去台湾。译有《古兰经国语译解》（轉譯自阿卜杜拉·约素福·阿里的英譯本）。